# Медаль Дирака
 Не следует путать с медалью Дирака от британского Института физики
Меда́ль Дира́ка (официально: англ. Dirac Medal of the Abdus Salam International Centre for Theoretical Physics — медаль Дирака от Международного центра теоретической физики имени Абдуса Салама) — медаль (а также премия) в области физики, ежегодно присуждаемая Международным центром теоретической физики имени Абдуса Салама в Триесте (Италия). Названа в честь выдающегося физика Поля Дирака. Медалью награждаются учёные, сделавшие значительный вклад в области теоретической физики.
Медаль Дирака не присуждается Нобелевским лауреатам, а также обладателям Филдсовской премии или премии Вольфа.
Медаль и премия вручаются в день рождения Поля Дирака — 8 августа. Премия составляет 5000 долларов США (по состоянию на 1 сентября 2009 года).

## Лауреаты
- 1985 — Яков Борисович Зельдович, Эдвард Виттен
- 1986 — Йоитиро Намбу, Александр Маркович Поляков
- 1987 — Бруно Зумино[англ.], Брайс Девитт
- 1988 — Дэвид Гросс, Ефим Самойлович Фрадкин
- 1989 — Джон Шварц, Майкл Грин
- 1990 — Людвиг Дмитриевич Фаддеев, Сидни Коулман
- 1991 — Стэнли Мандельстам, Джеффри Голдстоун
- 1992 — Николай Николаевич Боголюбов, Яков Григорьевич Синай
- 1993 — Серджо Феррара[англ.], Дэниел Фридман[англ.], Питер ван Ньювенхейзен[англ.]
- 1994 — Фрэнк Вильчек
- 1995 — Майкл Берри
- 1996 — Туллио Редже, Мартинус Велтман
- 1997 — Питер Годдард[англ.], Дэвид Олив
- 1998 — Стивен Адлер, Роман Джакив
- 1999 — Джорджо Паризи
- 2000 — Говард Джорджи, Джогеш Пати[англ.], Хелен Квинн
- 2001 — Джон Джозеф Хопфилд
- 2002 — Алан Гут, Андрей Дмитриевич Линде, Пол Стейнхардт
- 2003 — Роберт Крайшнан, Владимир Евгеньевич Захаров
- 2004 — Джеймс Бьёркен, Кёртис Каллан
- 2005 — Сэмюэл Эдвардс, Патрик Ли[англ.]
- 2006 — Петер Цоллер
- 2007 — Джон Илиопулос, Лучано Майани
- 2008 — Хуан Малдасена, Джозеф Полчински,  Камран Вафа
- 2009 — Роберто Кар[англ.], Микеле Парринелло
- 2010 — Никола Кабиббо, Джордж Сударшан
- 2011 — Эдуард Брезен[англ.], Джон Карди[англ.], Александр Борисович Замолодчиков
- 2012 — Данкан Холдейн, Чарльз Кейн, Чжан Шоучэн
- 2013 — Томас Киббл, Джим Пиблс, Мартин Джон Рис
- 2014 — Ашок Сен, Эндрю Строминджер, Габриэле Венециано
- 2015 — Алексей Юрьевич Китаев, Грегори Мур[англ.], Николас Рид[англ.]
- 2016 — Натан Зайберг, Михаил Аркадьевич Шифман, Аркадий Иосифович Вайнштейн
- 2017 — Чарльз Беннетт, Дэвид Дойч, Питер Шор[1]
- 2018 — Субир Сачдев, Дам Тхан Сон[англ.], Сяо-Ган Вэнь[англ.]
- 2019 — Вячеслав Муханов, Алексей Старобинский, Рашид Сюняев
- 2020 — Андре Невё[англ.], Пьер Рамон[англ.], Мигель Вирасоро
- 2021 — Alessandra Buonanno[англ.], Тибо Дамур, Frans Pretorius[англ.], Saul Teukolsky[англ.]
- 2022 — Джоэл Лебовиц, Эллиот Либ, Давид Рюэль[2]
- 2023 —  Игорь Клебанов, Леонард Сасскинд, Jeffrey A. Harvey[англ.], Stephen Shenker[англ.]